# Шосе A35 (Ботсвана)
Шосе A35 — дорога довжиною 296 кілометрів, що з'єднує Намібію з Сехітваою, потім через дорогу A3, продовжується до Франсістауна. Маршрут примітний кількістю аеропортів на дорозі.

## Аеропорти
- Аеропорт Шакаве
- Новий Аеропорт
- Аеропорт Нксамасері
- Аеропорт Гумаре
- Аеропорт Ноканенг
- Аеропорт Цау